# Высшая школа журналистики и массовых коммуникаций
Институт «Вы́сшая шко́ла журнали́стики и ма́ссовых коммуника́ций» — институт в составе Санкт-Петербургского государственного университета. Создан в 2011 году. С 2012 года по настоящее время директором института является Пую Анатолий Степанович.

## История
История Института началась в октябре 1945 года, когда было дано правительственное распоряжение об открытии отделения журналистики в составе филологического факультета Ленинградского государственного университета. В составе отделения, на котором предстояло организовать подготовку профессиональных журналистских кадров, было две кафедры — истории журналистики, теории и практики советской печати. Уже через год состоялся первый прием студентов, а в октябре 1961 года отделение было преобразовано в факультет журналистики. Первым деканом факультета в течение долгих лет был профессор Александр Феодосеевич Бережной.
С тех пор Высшая школа журналистики и массовых коммуникаций (ВШЖиМК) считается центром внедрения новых учебных программ и методик, направленных на подготовку современных журналистов.
Здание состоит из семи этажей. На данный момент шестой этаж на ремонте, при этом студенты жалуются на отсутствие лифта. 
Институт «Высшая школа журналистики и массовых коммуникаций» был создан на основе факультета журналистики Санкт-Петербургского государственного университета 16 сентября 2011 года. В этот день ректор СПбГУ подписал Приказ об учреждении нового университетского подразделения. В состав института вошли два факультета: журналистики и прикладных коммуникаций.
Ныне в состав Института входят 12 кафедр:
- истории журналистики (заведующая д.фил.н. Л. П. Громова);
- медиадизайна и информационных технологий (заведующий к.фил.н. А. В. Якунин);
- медиалингвистики (заведующая д.фил.н. Л. Р. Дускаева);
- международной журналистики (заведующий д.соц.н. А. С. Пую);
- менеджмента массовых коммуникаций (заведующий д.филос.н. А. Ю. Дорский);
- рекламы (заведующая д.иск. Э. М. Глинтерник);
- связей с общественностью в бизнесе (заведующий д.соц.н. Д. П. Гавра);
- связей с общественностью в политике и государственном управлении (заведующая д.пол.н. В. А. Ачкасова);
- телерадиожурналистики (и.о. зав. к.пол.н. А. Ю. Быков);
- теории журналистики и массовых коммуникаций (заведующий д.пол.н. С. Г. Корконосенко);
- цифровых медиакоммуникаций (заведующая д.пол.н. К. Р. Нигматуллина);
- английского языка (и. о. зав. к.пед.н. Е. А. Бугреева).

## Учебная и внеучебная деятельность
Институт является ведущим российским центром подготовки по образовательным программам «Журналистика», «Международная журналистика» и «Реклама и связи с общественностью». В бакалавриате, магистратуре и аспирантуре обучается свыше тысячи человек, включая многочисленных иностранных граждан. Регулярно проводятся международные и всероссийские научные конференции.
С 2016 года в Санкт-Петербургском университете началось формирование советов образовательных программ Архивная копия от 5 апреля 2018 на Wayback Machine. Совет образовательной программы — совещательный орган, созданный для повышения эффективности обучения по основной образовательной программе, контролю над качеством реализации программы и выработке стратегии развития программы. Они формируются из числа ведущих российских и зарубежных учёных и представителей работодателей и профессиональных сообществ, в том числе научно-педагогических работников СПбГУ. По укрупнённой группе направлений «Средства массовой информации и информационно-библиотечное дело» в СПбГУ действуют следующие Советы образовательных программ бакалавриата и магистратуры: «Журналистика» и «Реклама и связи с общественностью».
Ежегодно в Институте проводятся всероссийские и международные конкурсы: «Проба пера», «Масс-Медиа Перспектива», PolitPRpro, «Медиакарьера», Фестиваль малой прессы.
В Институте функционируют профессиональные и творческие площадки для студентов. Среди них — учебно-образовательный портал «Первая линия», учебная газета, учебно-образовательный пресс-центр, Киноклуб и Арт-клуб. Перед студентами регулярно выступают практики медиасферы с мастер-классами и организуют мастерские.
На базе Учебно-образовательного пресс-центра Института «Высшая школа журналистики и массовых коммуникаций» СПбГУ с 2014 года функционирует Клиника коммуникационных проектов. Своей целью Клиника ставит подготовить конкурентоспособных специалистов, которые будут востребованы у профессионального медиасообщества за счёт стартового портфолио и набора необходимых профессиональных компетенций. Клиника построена по принципу коммуникационного агентства: студенты в стенах университета применяют знания на практике — работают над заказом клиента или участвуют в проектах Института. В 2022 году Клиника коммуникационных проектов совместно с PR-агентством GORD запустили Школу гастрономического PR, во время которой студенты смогут посетить мастер-классы от шеф-поваров и рестораторов в лучших ресторанах города, а также разберут реальные кейсы и мифы о PR, узнают принципы результативной коллаборации и партнёрства с инфлюенсерами и блогерами.

## Научная деятельность
Каждый год в Институте проходят международные и всероссийские научные мероприятия. Среди них конференция по сравнительным медиа-исследованиям «Comparative Media Studies in Today’s World», Международный научный форум «Медиа в современном мире. Петербургские чтения», Международная научная конференция «Стратегические коммуникации в бизнесе и политике» (StartCom), а также конференция молодых исследователей. Ежегодно проходит вручение Невской премии в рамках конференции «Медиа в современном мире. Петербургские чтения».
В число приоритетных научных направлений входят:
- Общая теория и социальная теория журналистики и массовых коммуникаций
- Статус и поведение личности в массовой коммуникации
- Визуальные медиакоммуникации: журналистика и реклама
- Массмедиа: динамика моделей и концепций
- Этика и эстетика журналистики и массовых коммуникаций
- Стратегические коммуникации и инновационные технологии в PR и рекламе
- Территориальный брендинг и имиджмейкинг

## Руководители факультета и института
- д.фил.н. А. Ф. Бережной (1961—1977)
- к.фил.н. В. А. Алексеев (1977—1979, и. о.)
- д.и.н. В. Н. Козлов (1979—1984)
- к.филос.н. В. Г. Комаров (1984—1988)
- д.филос.н. Ю. Н. Солонин (1988—1989)
- д.и.н. Э. В. Летенков (1990—1995)
- д.соц.н. М. А. Шишкина (1995—2010)
- д.соц.н. А. С. Пую (с 2010)

## Знаменитые выпускники
Категория:Выпускники факультета журналистики Санкт-Петербургского государственного университета

## Здание
В настоящее время институт располагается на 1-й линии Васильевского острова, дом № 26. До начала XX века на этом месте находился особняк, в котором проживали преподаватели университета и Академии художеств. В 1913—1915 годах по проекту техника М. Ф. Переулочного на участке был построен доходный дом, которым владел известный деятель русского флота, вице-адмирал А. Г. фон Нидермиллер. После революции в нижних этажах здания размещался рабочий кинематограф «Мысль». В 1920-е гг. здесь также располагался Василеостровский филиал отделения рабфака университета. С 1974 г. здание занимал факультет журналистики ЛГУ (СПбГУ).
Здание бывшего доходного дома А. Г. фон Нидермиллера является памятником архитектуры, выявленным объектом культурного наследия народов РФ.